# Otfried z Weißenburgu
Otfried von Weißenburg (kolem 790 , Falc?– 875, Weißenburg), někdy též zmiňován jako Otfrid nebo Gottfried, byl známý staroněmecký básník, který ve svých dílech psal takzvaným jižním franckým dialektem a to naznačuje, že autor pocházel někde z jihu dnešního Falcu. Jeho nejdůležitějším vzdělávacím místem a největším působištěm byl Weißenburg, dnes Wissenbourg, patřící Francii, ležící v severním Alsasku a to přímo na hranici s jižním Falcem.

## Život
Otfried byl proslulý jako mnich, teolog a učenec. Byl významnou postavou ve východní francké říši panovníka Ludvíka Německého, vnuka Karla Velikého, vládnoucího v letech 840 až 876. Z mládí Otfrieda je známo velmi málo informací. Je ale jisté, že byl velice nadaný a chytrý. V raném věku byl dán do weißenburského kláštera, který předurčil jeho kariéru. Kolem roku 830 absolvoval školu v Klášteře Fulda u německého mnicha Rabana Mauruse, největšího franckého učence a opata, který ve Fuldě působil od roku 822 do roku 841 nebo 842. Roku 830 se Otfried stal knězem.
Později pravděpodobně působil na prominentní pozici v takzvané soudní kapli krále. Kolem roku 847 působil opět ve Weißenburgu, jako spisovatel, knihovník, bibliograf, básník a učitel gramatiky.

## Dílo
Z Otfriedova pera pochází takzvaný staroněmecký biblický epos Kniha evangelia (Evangelienbuch) (lat. Liber evangeliorum), napsaný v porýnsko-franckém dialektě. Dílo je rozděleno do pěti svazků, 140 kapitol s dohromady 7104 řádky. Jedná se o největší dílo napsané ve staroněmeckém jazyce.
Gospelová poezie k nám sestoupila ve čtyřech rukopisech. Nejrozsáhlejší je Heidelbergův rukopis, do kterého byla později přidána ještě jedna báseň, a to Georgslied (česky Georgova píseň). Kniha evangelií může být datována do období 863–871 z důvodů zasvěcení tehdejšímu mohučskému arcibiskupu Liutbertovi a kostnickému biskupu Salamonovi.
Otfried dále napsal řadu biblických komentářů, které sesbíral z dřívějších komentářů.